# Tysklands Grand Prix 2003

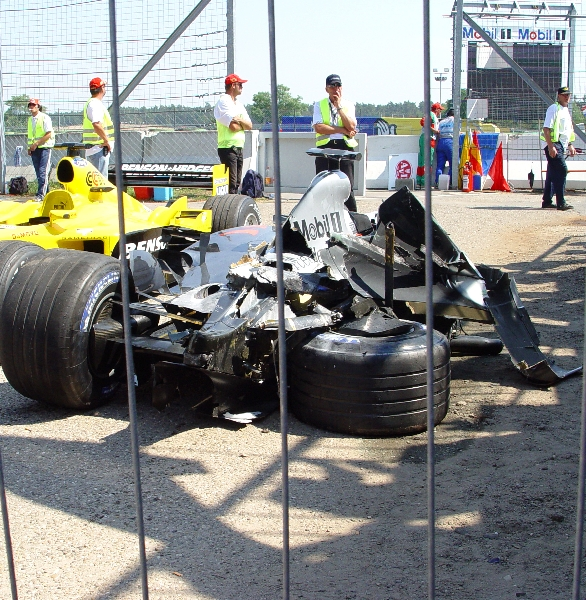
Kimi Räikkönens McLaren till vänster och Ralph Firmans Jordan till höger. Båda tvingades bryta loppet.

Tysklands Grand Prix 2003 var det tolfte av 16 lopp ingående i formel 1-VM 2003.

## Resultat
1. Juan Pablo Montoya, Williams-BMW, 10 poäng
2. David Coulthard, McLaren-Mercedes, 8
3. Jarno Trulli, Renault, 6
4. Fernando Alonso, Renault, 5
5. Olivier Panis, Toyota, 4
6. Cristiano da Matta, Toyota, 3
7. Michael Schumacher, Ferrari, 2
8. Jenson Button, BAR-Honda, 1
9. Jacques Villeneuve, BAR-Honda
10. Nick Heidfeld, Sauber-Petronas
11. Mark Webber, Jaguar-Cosworth (varv 64, olycka)
12. Nicolas Kiesa, Minardi-Cosworth
13. Giancarlo Fisichella, Jordan-Ford (60, motor)

### Förare som bröt loppet
- Jos Verstappen, Minardi-Cosworth (varv 23, hydraulik)
- Justin Wilson, Jaguar-Cosworth (6, växellåda)
- Ralf Schumacher, Williams-BMW (1, olycksskada)
- Heinz-Harald Frentzen, Sauber-Petronas (1, olycksskada)
- Rubens Barrichello, Ferrari (0, olycka)
- Kimi Räikkönen, McLaren-Mercedes (0, olycka)
- Ralph Firman, Jordan-Ford (0, olycka)